# Pinot Grigio di Torgiano
Il Pinot Grigio di Torgiano è un vino DOC la cui produzione è consentita nella provincia di Perugia.

## Caratteristiche organolettiche
- colore: giallo paglierino più o meno intenso.
- odore: delicato, fine e fruttato.
- sapore: asciutto, fruttato, fragrante, gustoso.

## Produzione
Provincia, stagione, volume in ettolitri
- nessun dato disponibile